# خوسيه ماريا غاتيكا
خوسيه ماريا غاتيكا (بالإسبانية: José María Gatica)‏ مواليد 25 مايو 1925 في فيلا مرسيدس، سان لويس، سان لويس - الوفاة 12 نوفمبر 1963 في بوينس آيرس، كان ملاكم محترف أرجنتيني صنّف ضمن فئة الوزن الخفيف.

## إحصائيات
خاض خلال مسيرته 96 نزالا، فاز في 86 وتعادل في 2 وخسر في 7. فاز بالضربة القاضية في 72 نزالا.

## روابط خارجية
- خوسيه ماريا غاتيكا على موقع بوكس ريك (الإنجليزية) (registration required)